# La Cumbre (Spagna)
La Cumbre è un comune spagnolo di 1 108 abitanti situato nella comunità autonoma dell'Estremadura.